# Sjevernoatlantska struja
Sjevernoatlantska struja (u anglo-literaturi je nalazimo kao "North Atlantic Current, North Atlantic Drift i North Atlantic Sea Movement) je snažna topla morska struja, koja je nastavak Golfske struje prema sjeveroistoku.
Račva se u dva pravca zapadno od Irske. Jedna grana (Kanarska struja) ide prema jugu, dok druga nastavlja prema sjeveru duž obale sjeverozapadne Europe, gdje ima značajni utjecaj na klimu.
U ostale grane spadaju Irmingerska struja i Norveška struja. U osnovu,  ova struja je nastavak Golfske struje, koji teče sjeverno prema Arktičkom oceanu.
Klimatske promjene, posebno globalno zatopljenje, mogli bi imati značajni učinak (prestanak termohalinske cirkulacije)  na ovu struju. 